# Tune FM
Tune.FM es una plataforma web3 de transmisión de música descentralizada y mercado NFT de música.

## Historia
Tune.FM fue fundada por los estadounidenses Andrew Antar y Brian Antar. Fue diseñada con tecnología de contabilidad distribuida para la asignación de ingresos por interacciones entre artistas y fans. La plataforma adoptó Hedera Hashgraph, gobernada por Google, Boeing, IBM, Deutsche Telekom, LG, Tata Communications, donde permite cientos de miles de transacciones por segundo. En 2024, Tune.FM obtuvo catálogos musicales de Jimi Hendrix, Bob Marley y Carlos Santana.

### Socios comerciales
Andy Hertzfeld, Animoca Brands, Mindfund, LDA Capital, GEM Group, Bowie Lau, Mark Cheng, Paul Schmitzer, Aniello Callari, Paul Amess, Kelly Choo, Eric Rugart, Edward Hutchinson, Jack Koson, Luiz Vieira. Tune FM también adopta socios como The HBAR Foundation, CoinMarketCap, Block Alpha, Alpha Token Capital, CoinGecko, Hasport, Perkinscoie, World Cafe Live, Saucerswap, Banxa, Sumsub, GDA, Amplify, Enflux, 7 digital, Songtradr, Jam Galaxy, Luminary, Plutus, Incantio, Altdeck, Bambumeta y Cresci labs.

### Mercado de NFT
Tune.FM incorpora un mercado de NFT de música, que permite a los artistas monetizar su trabajo a través de activos digitales únicos. Los fanáticos pueden comprar estos NFT y obtener acceso a contenido exclusivo.

## Descripción
A diferencia de las estaciones de radio en línea y los servicios de distribución digital, donde los artistas reciben el 12 % de los ingresos generados por las reproducciones de sus canciones, Tune FM se lanzó en dispositivos iOS, dispositivos Android y navegadores web.

### Finanzas y regalías
Los artistas de la plataforma obtienen ingresos por streaming a través de micropagos, entregados en forma de tokens JAM. Los artistas reciben tokens cuando se reproducen sus canciones, en proporción a la cantidad de segundos reproducidos.